# Almira, Königin von Castilien
Almira, Königin von Castilien (HWV 1) eller Der in Krohnen erlangte Glückswechsel er Georg Friedrich Händels første opera.

## Baggrund
Händel kom til Hamborg i sommeren 1703 og spillede som violinist ved teatret på Gänsemarkt, gåsemarkedspladsen. Senere spillede han også cembalo i orkestret.
Hans første opera – annonceret som et Singspiel selv om den ikke har talt dialog  – fik premiere den 8. januar 1705 under ledelse af Reinhard Keiser, så den blev nok komponeret i månederne umiddelbart før.
Den italienske libretto blev skrevet af Giulio Pancieri i Venedig i 1691, som Giuseppe Boninventi havde brugt til en opera. Oversættelsen, som Händel benytter, er af Friedrich Christian Feustking. De fleste recitativer og arier synges på tysk; nogle er stadig ikke oversat.

## Opførelseshistorie
Almira blev en stor succes. Operaen blev opført 20 gange i alt, indtil den måtte vige for Händels næste opera, Nero, som ikke er bevaret.
Den første moderne opførelse af Almira fandt sted under "Halleschen Händelfestspiele" (en Händel-festival) den 4. juni 1994 i Bad Lauchstädt.

## Roller
| Rolle                           | Stemmetype | Originalbesætning, 8. januar 1705 (Dirigent: Reinhard Keiser) |
| ------------------------------- | ---------- | ------------------------------------------------------------- |
| Almira, dronning af Castilien   | Sopran     | Conradin                                                      |
| Edilia, en prinsesse            | Sopran     | Barbara Keiser                                                |
| Consalvo, Almiras værge         | Bas        | Gottfried Grünewald                                           |
| Osman, hans søn                 | Tenor      | Johann Konrad Dreyer                                          |
| Fernando, et forældreløst barn  | Tenor      | Johann Mattheson                                              |
| Raymondo, kongen af Mauretanien | Bas        | Gottfried Grünewald                                           |
| Bellante, prinsesse af Aranda   | Sopran     | Rischmüller                                                   |
| Tabarco                         | Tenor      | Christoph Rauch                                               |

## Arrangementer af operaen
I 1732 stykket blev operaen opført redigeret af Georg Philipp Telemann.
I 1879 udfærdigede Franz Liszt en transskription af sarabanden og chaconnen fra indledningen til operaen for sin engelske klaverstuderende, Walter Bache. Kritikere har noteret denne parafrase som en Listz' mest markante og hans eneste komposition fra hans hånd over barok musik fra hans sene periode. Værket foregriber Ferruccio Busonis sene romantiske bearbejdelser af Bach. Den australske Liszt-kender og -pianist Leslie Howard har indspillet det som en del af Hyperion Records' komplette Liszt-serie.

## Diskografi
- 1994: Andrew Lawrence-King (dirigent), Fiori musicali, Ann Monoyios (Almira), Kinda Gerrard (Bellante), David Thomas (Consalvo), Patricia Rosario (Edilia), James MacDougall (Fernando), Douglas Nasrawi (Osman), Olaf Haye (Raymondo), Christian Elsner (Tabarco). Studie-indspilning med tyske recitativer og italienske arier (CPO 999.275)